# Апостол (Христодулу)
Митрополи́т Апо́стол Христоду́лу (греч. Μητροπολίτης Απόστολος Χριστοδούλου; 1856, Айии-Теодори, Чанаккале — 14 января 1917, Сере) — епископ Константинопольской православной церкви, митрополит Серронский.

## Биография
Родился в 1856 году в деревне Айи-Теодори на острове Имврос в Османской империи.
В 1874 году, по благословению митрополита Имврийского Никифора (Гликаса), поступил в Халкинскую богословскую школу, где в 1881 году был хиротонисан во диакона, а по окончании обучения в 1882 году начал преподавательскую деятельность в школе для девочек (Ζάππειο Παρθεναγωγείο) в Константинополе.
С 1883 года обучался в Киевской духовной академии, которую окончил в 1886 году со степенью кандидата богословия. Оставлен профессорским стипендиатом и защитил магистерскую диссертацию в 1889 году.
По возвращении в Константинополь, начал преподавательскую деятельность в Халкинской богословской школе, а в 1899 году в сане архимандрита возглавил её в качестве ректора (схолара).
В 1901 году хиротонисан в сан епископа и возведён в достоинство митрополита Ставрупольского.
В 1906 году избран митрополитом Верийским.
28 августа 1909 года избран митрополитом Серронским в сложный период турецко-греческого противостояния и военных действий. В связи с ухудшением здоровья, ходатайствовал о назначении ему викарного епископа. 5 июня 1911 года в Серре совместно с митрополитом Драмский Агафангелом и митрополитом Гребенонский Емилианом рукоположил в викарного епископа Христуполесского Амвросия (Николиадиса).
Скончался 14 (27) января 1917 года в Серре.